# 自锚式悬索桥
自锚式悬索桥（英語：Self-anchored suspension bridge）是一种悬索桥类型，其主缆索连接到桥面两端，而不是直接连接到地面的大型锚定装置。

差異
吊橋的主纜連接到橋梁兩端的錨錠中（圖中的黑色方塊）
自錨式吊橋的主纜連接在橋梁兩端的橋面上(圖中的水平藍線)

## 例子
- 美国的旧金山—奥克兰海湾大桥新东跨（英语：Eastern span replacement of the San Francisco–Oakland Bay Bridge），单塔不对称自锚式悬索桥，2013年通车，主跨385米（1,263英尺）[2] 。
- 中國的平胜大桥，单塔自锚式悬索桥，2006年通车，主跨350米（1,148英尺）。
- 日本的此花大桥，双塔自锚式悬索桥，1990年通车，主跨300米（984英尺）。
- 的永宗大桥，双塔自锚式悬索桥，2000年通车，主跨300米（984英尺）。
- 德国的道伊澤爾橋，双塔自锚式悬索桥，1915年通车，主跨185米（607英尺）。
- 俄羅斯的Кузнечевский мост，双塔自锚式悬索桥，1956年通车，主跨124米（407英尺）。
- 英格兰的切爾西橋，双塔自锚式悬索桥，1937年通车，主跨101米（331英尺）。